# لی وون-گون
لی وون گون (کره‌ای: 이원근؛ زادهٔ ۲۷ ژوئن ۱۹۹۱) بازیگر اهل کره جنوبی است. او حرفهٔ بازیگری خود را در سال ۲۰۱۲ و با ایفای نقش در درام تاریخی محبوب به نام افسانه خورشید و ماه آغاز کرد و بیشتر به خاطر ایفای نقش در درام مدرسه‌ای تشویق کن (۲۰۱۵) شناخته می‌شود.

## فیلم‌شناسی

### مجموعه تلویزیونی
| سال  | عنوان                                 | نقش                      | توضیحات       | منابع  |
| ---- | ------------------------------------- | ------------------------ | ------------- | ------ |
| ۲۰۱۲ | افسانه خورشید و ماه                   | کیم جه وون (جوانی)       |               | [ ۲ ]  |
| ۲۰۱۲ | شبح                                   | کوان دو یونگ             |               | [ ۳ ]  |
| ۲۰۱۳ | عشق پاک                               | چوی جون یونگ             |               | [ ۴ ]  |
| ۲۰۱۳ | عشق پرشور                             | کانگ مو یول (جوانی)      |               | [ ۵ ]  |
| ۲۰۱۴ | قول ۱۲ ساله                           | یو جون سو (جوانی)        |               | [ ۶ ]  |
| ۲۰۱۴ | دراما فستیوال – خاطرات هونگ یونگ دانگ | کیم هونگ یون             | درام تک قسمتی | [ ۷ ]  |
| ۲۰۱۴ | در مخفی                               | کیم مون                  |               | [ ۸ ]  |
| ۲۰۱۵ | هاید، جکیل و من                       | لی اون چانگ              |               | [ ۹ ]  |
| ۲۰۱۵ | تشویق کن                              | کیم یول                  |               | [ ۱۰ ] |
| ۲۰۱۶ | همسر خوب                              | لی جون هو                |               | [ ۱۱ ] |
| ۲۰۱۷ | ملکه رمز و راز                        | هونگ جون اوه             |               | [ ۱۲ ] |
| ۲۰۱۷ | شخصی که می‌توانی بشناسی                | کیم جین یونگ             |               | [ ۱۳ ] |
| ۲۰۱۷ | تردست                                 | هوانگ‌بو یول              |               | [ ۱۴ ] |
| ۲۰۱۸ | درام ویژه – Too Bright for Romance    | Hamburger place employee | درام تک قسمتی | [ ۱۵ ] |
| ۲۰۲۱ | زن بی‌نظیر                             | آن یو جون                |               | [ ۱۶ ] |
| ۲۰۲۲ | یک روز بهتر                           | کوان شی وو               |               | [ ۱۷ ] |